# 杜布諾駐軍起義
杜布诺驻军起义是1917年10月3日至4日杜布诺市驻军的武装叛乱。这座城市位于沃里尼亚地区，是第一次世界大战东欧战区的中心，非常靠近前线。
起义的原因是反战情绪，而直接原因是参加博爱和反战的士兵将受到法庭审判。有 11 名军官和大约 500 名士兵在杜布诺接受调查。被捕者受到严厉惩罚的威胁。
叛乱立即由军事法庭内的囚犯发起。叛乱分子得到了第 3 铁路营和第 404 卡米辛团的支持，并很快占领了这座城市。尽管起义被击败，但它在布罗迪和杜布诺附近引发了一场农民运动。